# Ferroviário Atlético Clube (Porto Velho)
El Ferroviário AC es un equipo de fútbol de Brasil que alguna vez jugó en el Campeonato Rondoniense, la primera división del estado de Rondonia en Brasil.

## Historia
Fue fundado el 10 de julio de 1943 en la ciudad de Porto Velho, la capital del estado de Rondonia por funcionarios del Estrada de Ferro Madeira-Mamoré como un club multideportivo con secciones en baloncesto, voleibol y natación y su sede se encontraba en una estación ferroviaria de pasajeros de la década de los años 1950 que fueron desactivadas por parte del gobierno federal para luego ser entregadas al club.
Al principio en el club solo participaban miembros procedentes de la empresa ferroviaria, pero más adelante se admitieron personas que pagaban su cuota de entrada sin tener algo que ver con la empresa, inclusive a eventos organizados por su directiva, pasando de un grupo elite a uno popular.
El Ferroviário AC es actualmente el club más ganador del Campeonato Rondoniense, ya que ganó el torneo estatal en 17 ocasiones, ganando seis de ellos en la década de los años 1950 durante el periodo aficionado de la liga y sus siete primeros títulos los ganó de manera consecutiva, así también ganó la Copa de la Amazonia en 1980, su único título regional.
En 1990 el club cerró sus actividades luego de la profesionalización del fútbol en el estado de Rondonia.

## Palmarés

### Regional
- Torneio Integração da Amazônia: 1

1980

### Estatal
- Campeonato Rondoniense: 17

1946, 1947, 1948, 1949, 1950, 1951, 1952, 1955, 1957, 1958, 1963, 1970, 1978, 1979, 1986, 1987, 1989
- Torneo Inicio: 1

1976